# Teufelssteiner Hütte
Die Teufelssteiner Hütte war eine Schutzhütte auf 725 m ü. NHN und ist heute Teil eines privaten Fabrikgebäudes. Sie lag im westlichen Erzgebirge im Steinbachtal nördlich des zu Johanngeorgenstadt gehörigen Ortsteils Steinbach und südlich des zu Breitenbrunn gehörigen Ortsteils Erlabrunn.

## Geschichte
Nachdem 1907 die Sektion Aue des Deutschen und Österreichischen Alpenvereins (DuOeAV) gegründet worden war, gab es mehrere Ideen zum Bau oder Erwerb einer sektionseigenen Schutz- oder Selbstversorgerhütte. Aufgrund der großen Entfernung zu den Alpen beschäftigten sich die Vereinsmitglieder hauptsächlich mit Wandern, Bergsteigen und Klettern im Erzgebirge und im benachbarten Vogtland sowie im Elbsandsteingebirge.
Mit maßgeblicher Beteiligung der Sektion Aue wurden 1925 die 34 Meter hohen Teufelssteine im Steinbachtal zwischen Erlabrunn und Johanngeorgenstadt klettersportlich erschlossen. Heute reichen dort die Schwierigkeitsgrade der Kletterrouten nach der UIAA-Skala von II (mäßig) bis VIII+ (extrem schwierig). Für die zunehmende Zahl der Kletterer machte sich eine Unterkunftsmöglichkeit in der Nähe der Teufelssteine erforderlich. Dafür wurde ein geeigneter Anbau an der Kellerschleiferei der Firma Max Heinrich unweit der Teufelssteine gefunden und ab 1925 als Selbstversorgerhütte des Alpenvereins eingerichtet.
Für 1942 ist eine Gruppe von Bergsteigern der Sektion Aue bekannt, die sich die Teufelssteiner nannte.
Wie alle Alpenvereinshütten konnte auch die Teufelssteiner Hütte von Mitgliedern anderer Alpenvereine genutzt werden. Nach Ausbruch des Zweiten Weltkrieges 1939 wurde die Teufelssteiner Hütte zunehmend weniger besucht und letztendlich aufgelassen. Spätestens nach Kriegsende 1945 mit der in der Sowjetischen Besatzungszone untersagten Wiederbelebung des Deutschen Alpenvereins und dessen Sektion Aue blieb die Teufelssteiner Hütte für immer geschlossen und wurde fortan wieder privat durch die Betreiber der Kellerschleiferei genutzt. Auch das Klettern an den Teufelssteinen kam zum Erliegen, da diese ab 1946 im Sperrgebiet des sowjetischen Uranbergbaus lagen. Erst Mitte der 1950er-Jahre waren die Teufelssteine als Kletterfelsen wieder frei zugänglich.